# Combattler V
Combattler V (超電磁ロボ コン・バトラーV?, Chōdenji Robo Konbatorā Bui, lett. "Robot Superelettromagnetico Combattler V"), è una serie televisiva anime giapponese di genere mecha prodotta dalla Sunrise nel 1976 tratto da un manga omonimo di Saburō Yatsude. La serie è la prima della Trilogia Romance di Saburo Yatsude, che include sia Vultus 5 che General Daimos.

## Trama
Nell'anno 2013, gli alieni del pianeta Campbell invadono la Terra. Per contrastare tale invasione, il professor Stevens costruisce il robot elettromagnetico Combattler. Questi è il risultato dell'unione di cinque velivoli (custoditi nella base laboratorio posta su una scogliera, la Nanbara Connection) pilotati da Roy Lambert, Furio Batler, Gonghi Kasuki, Jolly Lynch e la nipote del professore, Maggie Stevens. Ognuno dei piloti è scelto per un'abilità peculiare che lo caratterizza.
Quando il professor Stevens rimane ucciso, viene rimpiazzato alla base dal professor Mirabilius, un isterico ubriacone misantropo che nei momenti difficili sfodera un'insospettabile prontezza di spirito e ingegnosità. Inizia quindi un lungo scontro tra le forze terrestri e quelle aliene guidate in prima linea dal malefico generale Malik, accompagnato dall'assistente androide Marzia e dal truce vice-comandante Lucifer. Occorre notare che Marzia è innamorata di Malik, ma lui respinge il suo amore perché lei è solo una androide. Inoltre, il vero capo dell'invasione è la regina Oleana, o meglio la sua "essenza": ella infatti, per diventare immortale, ha racchiuso la sua forza vitale in un computer che si trova in una enorme statua che la rappresenta. Malik la chiama "Madre" ed è al suo servizio. Dopo molte battaglie tra il Combattler e i mostri meccanici alieni, e dopo un duello faccia a faccia tra Roy e Malik, proprio quest'ultimo, nel tentativo di soccorrere Marzia che è rimasta gravemente danneggiata nello scontro per salvarlo, la porta nella base dove vengono costruite le armi del loro esercito e lì scopre di essere anch'egli solo un androide costruito dalla demoniaca regina Oleana. Malik, dopo aver rinnegato sua "Madre" e tutta la sua missione di conquista, aiuta il Combattler a distruggerla e poi i due si sfidano in un ultimo duello, che vedrà vincitore il robot terrestre. Ma la guerra non finisce così: la crudele strega del pianeta Campbell, Janera, fallito il primo tentativo di invasione della Terra decide di scendere personalmente sul pianeta e di guidare i nuovi attacchi insieme ai suoi servitori: lo scienziato Valkimer ed il generale Dunkel, che piloterà personalmente ogni nuovo robot da combattimento. Seguono dunque nuove battaglie, finché Janera, stanca dei continui fallimenti di Dunkel, gli concede un'ultima occasione: 12 ore per distruggere il Combattler, altrimenti una bomba gli disintegrerà il cranio. Nonostante l'impegno, Dunkel viene comunque sconfitto.
A questo punto, la strega scaglia contro l'umanità le amebe, che vengono prontamente distrutte grazie alle bombe del professore Montgomery. Oltre alle sonore sconfitte, Janera riceve la peggiore delle notizie: gli abitanti dei pianeti che controllava si sono ribellati ed hanno sconfitto i suoi eserciti. Il suo impero non esiste più, ed ora per lei conquistare la Terra è davvero l'ultima opzione perché non ha più un posto dove fare ritorno. Così, dopo aver trasformato in robot Valkimer per punirlo dei suoi fallimenti, lancia un attacco finale contro il Combattler. L'attacco fallisce e lei, infuriata, decide di distruggere la Terra lanciando un missile perforante che esploderà una volta raggiunto il nucleo del pianeta. Lanciato il missile Janera tenta di mettersi in salvo ma Valkimer, stufo della sua crudeltà, glielo impedisce ed i due muoiono insieme. Il missile procede verso il nucleo del pianeta, e gli eroi non possono fare nulla per fermarlo. Così si rassegnano alla fine del mondo, ma improvvisamente appare un personaggio, che non è altro che Deus, vero imperatore dei Campbelliani,che annuncia che la Terra sarà salvata grazie al suo intervento, dopo la morte di Janera, che aveva perso il controllo ed era diventata schiava della sua pazzia. Così, ripristinata la pace, i protagonisti tornano alle proprie vite.

## Personaggi

### Squadra Combattler
- Hyouma Aoi (葵豹馬 Aoi Hyōma) yuji

- Juzo Naniwa (浪花十三 Naniwa Jūzō)

- Daisaku Nishikawa (西川大作 Nishikawa Daisaku)

- Chizuru Nanbara (南原ちずる?, Chizuru Nanbara), in Italia Maggie Stevens, è il quarto membro del team ed è l'unica donna del gruppo. Nipote del dottor Nanbara, pilota il Combattente Marino, il mezzo aereo-subacqueo che durante i combattimenti forma le gambe del Combattler V. Nonostante la ragazza abbia una grave malformazione cardiaca, non esita a lottare valorosamente nascondendo a tutti la malattia. In seguito si sottopone ad un intervento chirurgico, dopo il quale torna subito a combattere i Campbellians. È doppiata da Miyuki Ueda e Renata Biserni.

- Kosuke Kita (北小介 Kita Kosuke)

- Dottor Nanbara (南原博士 Nanbara-hakase)

- Professor Yotsuya (四ッ谷博士 Yotsuya-hakase)

- Ropet (ロペット Ropetto) in italia dingo

- Kinta and Chie Ichinoki (一木金太 & 一木知恵)

## Produzione e distribuzione
È stato trasmesso per la prima volta in Italia nel 1983, insieme a Vultus 5. 

## Episodi
| Nº | Titolo italiano Giapponese 「Kanji」 - Rōmaji | In onda           | In onda |
| Nº | Titolo italiano Giapponese 「Kanji」 - Rōmaji | Giapponese        |         |
| 1  | Gli eroi del Combattler 「出撃！どれい獣を倒せ」 - Shutsugeki! Dore i jū o taose | 17 aprile 1976    |         |
| 2  | La vendetta di Malik 「不死のどれい獣ゾンビ」 - Fushi no do rei jū Zonbi | 24 aprile 1976    |         |
| 3  | I gemelli spaziali 「どれい獣ゼンダの罠」 - Dore i jū Zenda no wana | 1º maggio 1976    |         |
| 4  | Un'arma divertente 「特訓！超電磁ヨーヨー」 - Tokkun! Chōdenji yooyoo | 8 maggio 1976     |         |
| 5  | Rischio scampato 「コンバイン！危機一髪」 - Konbain! Kikiippatsu | 15 maggio 1976    |         |
| 6  | L'invincibile Roy 「大将軍ガルーダの挑戦」 - Daishōgun Garūda no chōsen | 22 maggio 1976    |         |
| 7  | Il diabolico Frankstone 「絶叫！俺の腕を返せ」 - Zekkyō! Ore no ude o kaese | 29 maggio 1976    |         |
| 8  | Attacco alla base 「大逆転！必殺二段射ち」 - Dai gyakuten! Hissatsu ni dan uchi | 5 giugno 1976     |         |
| 9  | Il cucciolo del mostro 「憤怒のどれい獣キール」 - Fundo no do rei jū Kiiru | 12 giugno 1976    |         |
| 9  | Malik e i suoi inviano sulla terra un uovo di mostro alieno; le forze dell'ordine terrestri avvisano la base di x e gli altri e l'uovo viene portato al laboratorio di ricerca per essere studiato. Dall'uovo esce tuttavia un mostro alieno che scappa nel corso delle osservazioni. Nell'inseguirlo, Juzo, sopra al suo velivolo, lo abbatte. Malik, nel frattempo, ha mostrato alla madre drago la cattiveria degli scienziati nei confronti del suo cucciolo, scatenando la sua furia. La madre drago viene quindi inviata alla base terrestre per attaccare il Combatter, tuttavia Hyouma capisce che si tratta della madre del piccolo e, contrario ai trattamenti riservati al suo cucciolo, non riesce a concentrarsi per il contatto, venendo così abbattuto. Ripresosi dall'amaraggio, torna in formazione e, pur capendo i sentimenti del nemico, si unisce agli altri e col Combatter sconfigge la madre drago. |                   |         |
| 10 | Dingo s'innamora 「ロペットが恋をした」 - Ropetto ga koi o shi ta | 19 giugno 1976    |         |
| 10 | Il robot Dingo si è innamorato di una giovane robottina, in realtà quest'ultima non è altro che un'esca di Malik con la quale vogliono attirarlo per prenderne il controllo, in modo tale da danneggiare e distruggere il Combatter una volta per tutte. Danneggiato gravemente il Combatter in fase di aggancio precoce, i nostri si accorgono del tranello in cui il robot è cascato e facendo credere a Malik e i suoi di essere riusciti nei loro intenti li spingono ad uscire allo scoperto. Vieni quindi inviato alla base un nuovo mostro, ma il Combattler esce e lo sconfigge. |                   |         |
| 11 | Fiducia riconquistata 「豹馬よ痛みの炎を跳べ」 - Hyō ba yo itami no honoo o tobe | 26 giugno 1976    |         |
| 11 | Dopo un combattimento disastroso col Combattler, Roy insospettisce i suoi amici, i quali cercano di scoprire in tutti i modi il perché lui la sera rientri sempre tardi al laboratorio; in realtà Roy non fa altro che allenare il suo braccio sinistro, che dal tempo del trapianto non fa che dargli problemi. A un nuovo attacco del mostro alieno, Roy è costretto ad ammettere i suoi problemi al professore e, salito sul suo velivolo si unisce con gli altri a formare il Combattler, con cui abbatte il nemico. |                   |         |
| 12 | Il duello 「決闘！豹馬対ガルーダ」 - Kettō! Hyō ba tai Garūda | 3 luglio 1976     |         |
| 12 | A seguito dei suoi numerosi fallimenti, per riscattarsi agli occhi della Grande Madre Malik decide di sfidare Roy a duello, deciso a portarlo con sé all'inferno se necessario. Roy accetta la sfida e, nello scontro, i due si feriscono a vicenda; tuttavia Marzia, sottoposta di Malik, interviene inviando un mostro a eliminare Roy. Sopraggiungono quindi gli altri membri della squadra Combattler che portano in salvo Roy per le medicazioni, quindi si uniscono per fronteggiare il mostro. Sconfitto il nemico, Malik è deciso a schiantarsi con la sua nave spaziale contro il Combattler in un attacco kamikaze, tuttavia Marzia interviene un'altra volta, portando nave e generale in ritirata. |                   |         |
| 13 | Campionessa di motociclismo 「死を賭けた友情」 - Shi o kake ta yūjō | 10 luglio 1976    |         |
| 13 | Roy e gli altri avvistano nei dintorni del laboratorio Jenny, un'ex di Roy, e decidono di andargli incontro per ricordare i vecchi tempi; Malik, che li osserva, decide di sfruttare la cosa a suo vantaggio inviando un attacco diversificato con un mostro e truppe di terra, le quali avranno il compito di prendere la ragazza in ostaggio. Il Combattler parte all'attacco per difendere la base dal mostro, ma appena Roy scopre il loro sporco piano, va al salvataggio della giovane che sembra andare a buon fine, tuttavia tornato sul Combattler, a terra la Jenny nello scontro viene mortalmente ferita. Col Combattler, Roy e la squadra abbattono il mostro e la vendicano. |                   |         |
| 14 | Distruggete la base! 「コネクション大爆発！」 - Konekushon dai bakuhatsu! | 24 luglio 1976    |         |
| 14 | Il segretario generale delle nazioni unite viene rapito da Malik e i suoi, allo scopo di convincerli a forzare la resa del laboratorio di ricerca e del Combattler e dell'attivazione dell'autodistruzione dello stesso per mezzo di una chiave speciale. Il professore a malincuore accetta e inserita la chiave speciale nell'apposito spazio attiva la procedura di autodistruzione, che tuttavia trasferisce la base in un rifugio sotterraneo segreto, ingannando i cambelliani, i quali, vedendo macerie residue di un bombardamento dell'esercito alla base, credono che la distruzione della base sia effettivamente avvenuta. Credendo di aver campo libero, Malik procede all'attacco alla terra, ma, a sorpresa, il Combattler esce dalla base e sventa l'assalto nemico. |                   |         |
| 15 | La piccola aliena 「美しき戦闘員の涙」 - Utsukushiki sentō in no namida | 31 luglio 1976    |         |
| 16 | Emergenza! 「非常事態！一号機墜落」 - Hijō jitai! Ichi gōki tsuiraku | 7 agosto 1976     |         |
| 16 | Teddy Tondo, cugino di Roy, arriva alla base a trovare il pilota del velivolo #1 del Combattler, appena arrivato inizia subito a combinar guai e sapute le istruzioni di come si pilota il velivolo dall'ignaro Dingo, ruba il casco di Roy e esce senza permesso con la navetta #1 di Roy, nel frattempo i cambelliani inviano un mostro impedendo un corretto recupero della navetta da parte del resto della squadra Combattler, il mostro, inoltre abbatte la navetta. Roy si dirige sul posto dell'impatto, sale sulla navetta #1 e si unisce agli altri nello scontro, abbattendo il mostro nemico. |                   |         |
| 17 | Il falso Combattler 「意外！Ｖは地獄の使者」 - Igai! V ha jigoku no shisha | 14 agosto 1976    |         |
| 17 | I cambelliani inviano sulla terra un falso Combattler a far danni, così da far incolpare Roy e gli altri dell'accaduto, l'esercito, guidato da un sottoposto di Malik travestito da terrestre, procede a mettere agli arresti il team Combattler, eccezion fatta per Dingo che, su ordine del professore, prepara un nuovo finto Combattler da far distruggere al posto di quello vero, in modo da far uscire i nemici allo scoperto; Malik infatti ci casca e invia il suo finto Combattler ad attaccare la base, il team viene quindi liberato dalle catene e Roy e gli altri escono con il vero Combattler per sconfiggere il nemico. |                   |         |
| 18 | Questioni d'orgoglio 「発進！ガルガンチュワ」 - Hasshin! Garuganchuwa | 21 agosto 1976    |         |
| 18 | Malik procede ad un attacco in forze alla terra, inviando in successione diversi mostri ed in punti diversi del mondo. Il dottor Mirabilius, venuto a sapere che gli inglesi hanno un robot in fase di progettazione, seppur disarmato, prova a chiedere il loro aiuto, dato che il Combattler da solo difficilmente potrà farcela; gli inglesi tuttavia non vogliono per paura di una disfatta. Sulla via del rientro, il team Combattler viene attaccato e Roy, rimasto male alla reazione degli inglesi, torna indietro per chiedere il loro aiuto, venendo arrestato con l'accusa di spionaggio. Liberato da uno dei collaboratori alla realizzazione del robot inglese, riesce a tornare dagli altri per formare il Combattler e affrontare i numerosi nemici. Vedendo il Combattler bloccato ed inerme all'assalto nemico, il Churchill, pilotato dal professor Piccadilly, decide di intervenire, munito unicamente del suo giavellotto. Alla fine il Combattler ha la meglio sui nemici, tuttavia il Churchill viene abbattuto. |                   |         |
| 19 | Prigionieri! 「戦慄！真っ赤な妖花」 - Senritsu! Makka na yōka | 28 agosto 1976    |         |
| 19 | I cambelliani invadono il villaggio della famiglia di Gonghi, prendendo in ostaggio la popolazione per la costruzione di un supercannone; giunto l'allarme alla base, Gonghi si getta al soccorso accompagnato dal team Combattler, giunti sul posto Gonghi riesce a irrompere nella base nemica passando attraverso un mostro nemico che ne fa da guardia, quindi con l'aiuto dei suoi amici dall'esterno, riesce a mettere la gente in fuga. Tornato sul suo velivolo, si aggancia con gli altri per formare il Combattler che dovrà vedersela col mostro nemico, il quale si getta all'attacco. |                   |         |
| 20 | Il rapimento del professore 「卑劣！博士誘拐さる」 - Hiretsu! Hakase yūkai saru | 4 settembre 1976  |         |
| 20 | Il professor Mirabilius viene rapito da parte degli uomini di Malik, il quale ha intenzione di torturarlo per farsi dire il punto debole del Combattler. Dopo tanto resistere, Mirabilius sembra cedere a causa di una sostanza per il controllo della volontà altrui e rivela l'importante informazione a Malik. Il condottiero cambelliano chiama quindi la base dei terrestri e sfida Roy e gli altri a scontrarsi col Combattler contro il proprio mostro in duello. Il team Combattler accetta la sfida e nello scontro ha tuttavia la meglio. |                   |         |
| 21 | Battaglia marina 「標的はマリンだ！」 - Hyōteki ha marin da! | 11 settembre 1976 |         |
| 21 | Malik invia ai terrestri un mostro specializzato nel combattimento subacqueo allo scopo di occupare un membro del team Combattler sott'acqua, così da impedire l'aggancio. Nello scontro col Combattler il mostro sembra abbattuto e precipita in mare, Maggie va sott'acqua a controllare ma casca in un agguato e resta incagliata nel fondale marino, il mostro va quindi ad attaccare la base inseguito da Roy e Furio, mentre il Jolly resta a tentare di svegliare Maggie, riuscendovi. Furio e Roy attirano il mostro lontano dalla base e agganciatisi agli altri due lo sconfiggono con il Combattler. |                   |         |
| 22 | Orfano dello spazio 「冷凍獣よ君の星に帰れ」 - Reitō jū yo kimi no hoshi ni kaere | 18 settembre 1976 |         |
| 22 | Su ordine della Grande Madre, Malik fa risvegliare Irus per inviarlo a ibernare la base dei terrestri. Messi in allarme da un attacco del potente mostro, Roy e gli altri vanno ad affrontarlo col Combattler, col quale danneggiano un dispositivo di controllo che lo teneva soggiogato al volere dei cambelliani, risvegliando la sua indole pacifica, per la quale chiede pietà al Combattler. Portato alla base i nostri scoprono che Irus è orfano di un pianeta distrutto dai cambelliani ed è stato inviato sulla terra senza una patria a cui tornare. Roy si attacca subito al mostro essendo anch'egli un orfano, e quando i cambelliani tentano di riprendere il suo controllo, esce dalla formazione e lo convince a desistere dal distruggere la base. Vedendo il tradimento di Irus, Malik invia altri mostri ad occuparsi di lui e del Combattler, Irus muore sotto gli occhi di Roy, il quale tornato in formazione ricompone il Combattler e lo vendica.                                                              |                   |         |
| 23 | Amicizia tradita 「裏切られた友情」 - Uragira re ta yūjō | 25 settembre 1976 |         |
| 24 | Coraggio da leonessa 「死力だ！ちずるよ起て」 - Shiryoku da! Chizuru yo tate | 2 ottobre 1976    |         |
| 25 | La tragedia del generale 「大将軍ガルーダの悲劇」 - Daishōgun Garūda no higeki | 9 ottobre 1976    |         |
| 26 | La caduta dell'impero 「オレアナ城大崩壊！」 - Oreana jō dai hōkai! | 16 ottobre 1976   |         |
| 27 | Attacco su due fronti 「マグマ獣驚異の大反撃」 - Maguma jū kyōi no dai hangeki | 23 ottobre 1976   |         |
| 28 | Lotta alla cieca 「やった！ニューＶ作戦」 - Yatta! Nyū v sakusen | 30 ottobre 1976   |         |
| 29 | Piccoli eroi 「ああ！堂々の珍勇士」 - Aa! Dōdō no chin yūshi | 6 novembre 1976   |         |
| 30 | Un prezioso alleato 「珍メカケロット大殊勲」 - Chin mekakerotto dai shukun | 13 novembre 1976  |         |
| 31 | Ladri di energia 「電磁を奪う強敵モグマ」 - Denji o ubau kyōteki moguma | 20 novembre 1976  |         |
| 32 | Il grande gelo 「猛威！恐怖のツララ弾」 - Mōi! Kyōfu no tsurara dan | 27 novembre 1976  |         |
| 33 | Il gemello pasticcione 「死闘！六十秒が勝負だ」 - Shitō! Roku jū byō ga shōbu da | 4 dicembre 1976   |         |
| 34 | Prigionieri di Janera 「Ｖをのみ込むマグマ獣」 - V o nomikomu maguma jū | 11 dicembre 1976  |         |
| 35 | Nessuna risposta della base! 「コネクション応答なし」 - Konekushon ōtō nashi | 18 dicembre 1976  |         |
| 36 | Regalo di natale 「消える敵ドローンの謎」 - Kieru teki doroon no nazo | 25 dicembre 1976  |         |
| 37 | Una cascata di diamanti 「女王の罠！豹馬危うし」 - Joō no wana! Hyō ba ayaushi | 1º gennaio 1977   |         |
| 38 | L'attacco delle rane meccaniche 「ロペットは蛙が苦手！」 - Ropetto ha kaeru ga nigate! | 8 gennaio 1977    |         |
| 39 | Doppia minaccia 「男だ大作！ど根性戦法」 - Otoko da taisaku! Dokonjō senpō | 15 gennaio 1977   |         |
| 40 | La sostituzione 「衝撃！ちずるは偽者だ」 - Shōgeki! Chizuru ha nisemono da | 29 gennaio 1977   |         |
| 41 | Una città in ostaggio 「卑怯！悪魔の人質作戦」 - Hikyō! Akuma no hitojichi sakusen | 5 febbraio 1977   |         |
| 42 | Una sicaria per Roy 「清き瞳の暗殺者」 - Kiyoki hitomi no ansatsu sha | 12 febbraio 1977  |         |
| 43 | Il ruggito del pericolo 「女帝の趣味は豹馬狩り」 - Nyotei no shumi ha hyō ba kari | 19 febbraio 1977  |         |
| 44 | Operazione cyborg 「見事！ケロット撹乱戦術」 - Migoto! Kerotto kakuran senjutsu | 5 marzo 1977      |         |
| 45 | La nuova arma di Walkimer 「敵の秘策！スピン封じ」 - Teki no hisaku! Supin fūji | 19 marzo 1977     |         |
| 46 | Il controllo dei cervelli 「仮装舞踏会は死の香り」 - Kasō butō kai ha shi no kaori | 26 marzo 1977     |         |
| 47 | Il pentimento di Dunkel 「ダンゲル捕虜となる！」 - Dankeru horyo to naru! | 2 aprile 1977     |         |
| 48 | Un segreto da conservare 「敵に超強力ロボ出現！」 - Teki ni chō kyōryoku robo shutsugen! | 9 aprile 1977     |         |
| 49 | Nemici d'infanzia 「体当たり！ジェット２号」 - Tai atari! Jetto 2 gō | 23 aprile 1977    |         |
| 50 | Il cobra a tre teste 「三段変身獣スネーグル」 - San dan henshin jū suneeguru | 30 aprile 1977    |         |
| 51 | I sosia assassini 「奇策！十三ロボ襲来」 - Kisaku! Jū san robo Gun Shūrai | 7 maggio 1977     |         |
| 52 | La morte di Dunkel 「ダンゲル落日に死す！」 - Dankeru rakujitsu ni shisu! | 14 maggio 1977    |         |
| 53 | Ultimo attacco alla Terra 「コネクションの最期！」 - Konekushon no saigo! | 21 maggio 1977    |         |
| 54 | Il salvataggio della Terra 「平和の使者Ｖは不滅だ」 - Heiwa no shisha v ha fumetsu da | 28 maggio 1977    |         |

## Doppiaggio
| Personaggio                     | Voce originale  | Voce italiana                                         |
| ------------------------------- | --------------- | ----------------------------------------------------- |
| Roy Lambert/Aoi Hyouma          | Yūji Mitsuya    | Riccardo Niseem Onorato                               |
| Furio Batler/Juzo Namiwa        | Shunji Yamada   | Giuliano Santi                                        |
| Gonghi Kasuki/Daisaku Nishikawa | Kazuya Tatekabe | Carlo Cosolo                                          |
| Maggie Stevens/Chizuru Nanbara  | Miyuki Ueda     | Renata Biserni                                        |
| prof.Stevens/Takeshi Nanbara    | Gorō Naya       |                                                       |
| prof.Mirabilius/Yotsuya hakase  | Kousei Tomita   | Giorgio Bandiera                                      |
| Jolly                           |                 | Christian Fassetta                                    |
| Malik/Garūda Daishogun          | Osamu Ichikawa  | Elio Marconato                                        |
| Lucifer                         |                 | Vittorio Amandola (1^ voce), Sandro Sardone (2^ voce) |
| Regina Oleana                   | Masako Nozawa   | Doriana Chierici                                      |
| Strega Janera                   | Noriko Tsukase  | Francesca Fiorentini                                  |
| Generale Dunkel                 | Kenichi Ogata   | Riccardo Garrone                                      |
| Generale Walkimer               | Osamu Ichikawa  | Diego Reggente                                        |
| Il grande Magma                 |                 | Renato Montanari                                      |
| Narratore                       | Shunji Yamada   | Gabriele Carrara                                      |

Voci ricorrenti: Massimo Milazzo, Leo Valeriano, Paolo Buglioni, Vittorio Battarra, Monica Ward, Antonella Baldini, Silvio Anselmo, Gino Pagnani, Pieraldo Ferrante.